# Росвіта Баєр
Росвіта Баєр (нім. Roswitha Beier, 22 грудня 1956) — німецька плавчиня.
Срібна медалістка Олімпійських Ігор 1972 року на дистанції 100 м батерфляєм і в естафеті 4х100 м комплексом. Срібна медалістка Чемпіонату світу з водних видів спорту 1973 року на дистанції 200 м батерфляєм.